# QQ browser
QQ Browser — веб-браузер, розроблений технологічною компанією Tencent із материкового Китаю. Він використовує два механізми браузера: WebKit і Trident. Раніше Tencent розробила Tencent Explorer (Tencent TE) і Tencent TT, два браузери на базі двигуна Trident, а також версії 5 і 6 браузера QQ, які інтегрували механізм WebKit.

## Історія
20 листопада 2000 року Tencent випустила першу версію Tencent Explorer і включила її в OICQ 2000 Preview1 1115 (тепер Tencent QQ).  Цей браузер є одним із найперших засобів перегляду сторінок у материковому Китаї   який відтворює сторінки за допомогою механізму макета Trident (відомого як засіб відтворення веб-сторінок Internet Explorer). 
Перша версія Tencent TE містить функцію «Хто зі мною», яка дозволяє користувачам OICQ, які переглядають ту саму веб-сторінку, спілкуватися онлайн, але ця функція викликає занепокоєння користувачів щодо безпеки особистих даних. Щоб усунути занепокоєння користувачів, 24 квітня 2003 року Tencent випустив заяву, в якій зазначено, що під час перегляду веб-сторінки не відкриваються особисті дані під час використання цієї функції; якщо користувачі не хочуть використовувати цю функцію, але також хочуть використовувати браузер, ви можете вибрати режим «Невидимий». 
У 2003 році Tencent переписав вихідний код на основі Tencent TE і 11 листопада випустив першу версію нового браузера Tencent TT (Tencent Traveler).  На цьому етапі програмне забезпечення офіційно вилучено з Tencent QQ і стало незалежним програмним забезпеченням.  Порівняно з Tencent TE, Tencent TT додав персоналізовані функції, такі як заміна оболонки програмного забезпечення. У той же час він також забезпечує допоміжні функції, такі як жести миші та реклама на розумному екрані.  Але функція «Smart Shielded Ads» записує вміст, який користувачі переглядають онлайн, і зберігає записи у файлі TTraveler2.dat у каталозі встановлення програмного забезпечення. 
Tencent знову переписав програму в 2008 році і випустив версію 4.0 7 травня. Починаючи з цієї версії, TT відкриває веб-сторінку та переглядає її в кількох потоках для покращення швидкості та продуктивності , але все ще зосереджено на механізмі компонування Trident. Остаточна версія 4. Серія X — це версія 4.8 (1000), випущена 5 січня 2011 року 

### Двоядерний браузер QQ (2010–теперішній час)
25 травня 2010 року Tencent випустила версію QQ Browser 5.0 Preview1, QQ Browser почав використовувати Webkit і двоядерний Trident.  
Веб-переглядач QQ рекламується спільно з браузерами Search Dog і Maple Browser (ChromePlus), які також відображаються за допомогою механізму подвійного набору. 

### Попередня версія QQ Browser 7.0 (2012)
У жовтні 2012 року попередня версія QQ Browser 7.0 була випущена на веб-сайті Tencent Experience Center і була відкрита для тестування. Попередня версія QQ Browser 7.0 використовує нову версію інтерфейсу, а бренд узгоджується з мобільним браузером QQ. Версія 7.0 видаляє механізм WebKit і значно спрощує функціональність. 

### QQ Browser 8.0 (2014)
У листопаді 2014 року QQ Browser випустив офіційну версію 8.0. Нова версія переробила зовнішній вигляд веб-переглядача та додала низку нових функцій для покращення плавності роботи браузера. 

### QQ Browser 9.0 (2015)
У червні 2015 року було випущено QQ Browser 9.0. На основі двигуна Chromium V43 він досягав 0,3 секунди холодного завантаження та 0,1 секунди гарячого завантаження. Веб-сторінка досягла «секунд відкритості». 

### QQ Browser 9.3 (2016)
У січні 2016 року було випущено QQ Browser 9.3, движок оновлено до Chromium V47, який оптимізував швидкість запуску та швидкість відкриття веб-сторінок.

### QQ Browser 9.6 (2017)
18 жовтня 2017 року було випущено QQ Browser 9.6 і двигун оновлено до Chromium V53.

## Питання безпеки
- Версії для Windows і Android надсилають особисті дані на сервери Tencent без будь-якого шифрування або з шифруванням, яке можна легко розшифрувати. [17]
- Також можливе виконання довільного коду під час оновлення програмного забезпечення. [17]

## подія aiww
30 травня 2011 року деякі користувачі мережі виявили, що Tencent з’явився на зображенні на сторінці ознайомлення з браузером QQ «Tencent Soft-{}-piece Center». З’явилася назва «aiww» (китайський художник Ай Вейвей ). У 2011 році використовувалися слова «свобода особистої свободи» і « 64 », а також слова «звільнений» у вступному тексті браузера були виділені жирним шрифтом.   Після події слова стали «Love» і «99». 